# Grupo Fiat
O Grupo Fiat (Fabbrica Italiana Automobili Torino) foi o maior conglomerado industrial da Itália e está entre os fundadores da indústria automobilística europeia.
O Grupo Fiat foi fundado em 1899 por um grupo de investores, incluindo Giovanni Agnelli. Durante sua trajetória de mais de um seculo, o conglomerado produziu automóveis comuns, veículos militares e ate tratores. Em 2013, o grupo Fiat foi o segundo maior fabricante de automóveis europeus em termos de volume produzido.
Focado no setor automotivo, o Grupo projeta e produz automóveis, caminhões, tratores, colheitadeiras, máquinas agrícolas, motores, transmissões, peças fundidas, autopeças e sistemas de automação industrial, entre outros.
No setor de automóveis, a Fiat desenvolve suas atividades industriais e de serviços por meio de sociedades localizadas em 50 países e mantém relações comerciais com clientes em mais de 190 países.
Os números do Grupo Fiat no mundo:
- 10 fábricas
- 11000 centros de Pesquisa&Desenvolvimento
- 10 mil empregados
- 1 milhão de automóveis e veículos comerciais vendidos

## Marcas do Grupo
Após o anúncio da aquisição total do Grupo Chrysler pela Fiat, no dia 1 de janeiro de 2014, o grupo Fiat passou a controlar as seguintes marcas de automóveis de passeio:
Marcas europeias:
- Abarth
- Alfa Romeo
- Fiat
- Lancia
- Maserati
- Iveco
- Autobianchi
- Ferrari

Marcas Americanas
- Chrysler
- Dodge
- Jeep
- Ram
- Fyber

Além disso, o grupo também é proprietário das seguintes marcas: Case Construction, Case Agriculture, New Holland Construction, New Holland Agriculture para tratores, máquinas de construção e colheitadeiras; Iveco e Irisbus para caminhões e ônibus; CMP, CMA, FPT Powertrain e COMAU para componentes e serviços automotivos. E a descontinuada Innocenti, que se especializou em fabricar lambretas e também automóveis.

## Plataformas Globais
Atualmente, o grupo se utiliza das seguintes plataformas globais na construção de seus veículos:
Mini Platfom:
- 2007 Fiat 500 (2007)
- 2011 Fiat Panda
- 2011 Lancia Ypsilon

A base anterior é utilizada no Brasil, em uma versão de custo reduzido, com modificações para suportar a má qualidade das estradas nos seguintes modelos:
- 2010 Fiat Uno
- 2011 Fiat Novo Palio
- 2012 Fiat Grand Siena

SCCS platform (Small Common Components and Systems platform).
- 2008 Alfa Romeo MiTo
- 2005 Fiat Punto
- 2006 Fiat Linea
- 2007 Fiat Qubo
- 2010 Fiat Doblò
- 2012 Fiat 500L

C-Platform: apenas os seguintes modelos ainda a utilizam:
- 2007 Fiat Bravo
- 2008 Lancia Delta

CUSW Platform (Compact U.S. Wide). Evolução da C-Platform, também é conhecida como C-Evo
- 2010 Alfa Romeo Giulietta (2010)

Esta base, em sua versão com entre-eixos alongado, serve também aos:
- 2015 Chrysler 200C
- 2013 Dodge Dart
- 2013 Fiat Viaggio/Fiat Ottimo
- 2000 Jeep Cherokee (KL)

E-Segment Platform:
- 2009 Maserati Ghibli
- 2013 Maserati Quattroporte

## Brasil
No Brasil, a seguintes empresas compõem o Grupo:
Fiat Automóveis, Iveco, Case Construction, Case Agriculture, New Holland Construction, New Holland Agriculture como montadoras; Magneti Marelli, Teksid, FPT Powertrain e COMAU para componentes; Banco Fidis, CNH Capital e Fiat Finanças para serviços financeiros; Fiat Services, FIDES Corretagem de Seguros, Isvor e Fundação Fiat para serviços; Casa Fiat de Cultura e Fundação Torino para cultura e educação.